# Taractrocera danna
Espèce
Taractrocera danna est une espèce de lépidoptères diurnes de la famille des Hesperiidae présente dans la chaîne de l'Himalaya.

## Distribution
Taractrocera danna est une espèce dont la distribution est restreinte à la chaîne de l'Himalaya. Ainsi, on la retrouve principalement depuis le Cachemire jusqu'à la région sud du Tibet en passant par le Népal ainsi que depuis le Sikkim jusqu'au Bhoutan.

## Description
Dans sa publication de 1865, Frederic Moore indique que cette espèce présente une envergure de 25 mm.
Cette espèce est caractérisée par des taches blanches à blanc crème sur sa face supérieure ce qui la distingue des autres espèces du genre  à Taractrocera à l'exception des espèces T. maevius et T. ardonia.

## Taxonomie
Le nom valide complet (avec auteur) de ce taxon est Taractrocera danna (Moore, 1865).
L'espèce a été initialement classée dans le genre Pamphila sous le protonyme Pamphila danna Moore, 1865,.

### Synonymes
Taractrocera danna a pour synonyme :
- Pamphila danna Moore, 1865